# 翠鸟亚科
翠鸟亚科（学名：Alcedininae）在动物分类学上是佛法僧目翠鸟科中的一个亚科。
翠鸟亚科的分布很广，从非洲到南亚和东亚一直到澳大利亚。普通翠鸟也生活在欧洲和亚洲北部。
翠鸟亚科的科学分类还不十分确定，一般包含2至4个属和22至24个种。